# Tuberculatus castanocallis
Tuberculatus castanocallis är en insektsart. Tuberculatus castanocallis ingår i släktet Tuberculatus och familjen långrörsbladlöss. Inga underarter finns listade i Catalogue of Life.